# Säkularinstitut Ancillae
Das Säkularinstitut Ancillae ist ein römisch-katholisches Institut des geweihten Lebens für Frauen und ist nach dem Kanonischen Recht (Cann. 710–730) ein Säkularinstitut. Es wurde 1946 in Süddeutschland gegründet, seit 1957 sind sie in ostdeutschen Ländern ansässig. Seit 1962 haben sie Niederlassungen in Indien und sind auch in Tansania tätig.

## Geschichte
Im Jahr 1946 wurde das Nikolausheim für Kinder in Dürrlauingen aufgelöst. Die dortigen Franziskanerschwestern wurden in das Mutterhaus nach Au am Inn zurückgerufen. Die damalige Konventoberin Schwester Maria Perpetua Radlmaier verblieb in Dürrlauingen und gründete gemeinsam mit Monsignore Max Scheller (Direktor der Katholischen Jugendfürsorge) die Schwesterngemeinschaft „Ancillae caritatis Christi“. 1947 leiteten die Schwestern die Erziehung und Hauswirtschaft im Gut Unterwaldbach und übernahmen die Geschäftsführung der Katholischen Jugendfürsorge in Augsburg. 1950 übernahmen sie eine weitere Niederlassung der Jugendfürsorge in Sonthofen, 1951 einen Kindergarten in Dinkelscherben und 1953 das St. Georgsheim der Katholischen Jugendfürsorge in Kempten. 1955 konnten die Schwestern mit staatlicher Genehmigung ein Kindergartenseminar in Kempten eröffnen.
Die Schwesterngemeinschaft wurde 1957 ein Institut diözesanen Rechts und erhielt vom Augsburger Bischof Joseph Freundorfer die Rechtsform eines Säkularinstitutes. 1969 trat eine Trennung zum Ordensinstitut und Säkularinstitut ein. Die Schwestern in Dürrlauingen übernahmen die Bezeichnung „Christliche Jugendhilfe – Schwestern der Liebe Christi“ mit dem Mutterhaus in Kempten. Die Mitglieder des Säkularinstitutes errichteten ihr Zentrum in Benediktbeuern und hießen fortan „Ancillae caritatis Jesu“. 1971 erhielt das Institut des geweihten Lebens seine Anerkennung durch den Heiligen Stuhl und wurde somit zum „Säkularinstitut Ancillae“ ernannt. Am 26. November 1996 feierte man das 50-jährige Bestehen. Die Ancillae haben Konvente in Rostock, Wismar, Hamburg, Wesenberg, Potsdam, Magdeburg, Cottbus, Heiligenstadt, Leipzig, Riesa, Görlitz, Dresden,  Augsburg, München und Benediktbeuern. Das Projekt in Indien (seit 1962) hat Niederlassungen in 6 südindischen Bundesstaaten.

## Lebensform
Die Mitglieder tragen keine Ordenskleidung, sie wohnen allein, bei Verwandten oder leben in kleinen Wohngemeinden. Das Motto beruft sich auf „Ecce Ancilla Domini“ – „Siehe, ich bin die Magd des Herrn“; Evangelium nach Lukas 1,38 . Mit diesem Wahlspruch bekunden sie die besondere Verehrung der Gottesmutter Maria und preisen sie als Vorbild und Leitbild. Sie verpflichten sich nach den Evangelischen Räten zur Ehelosigkeit, der Armut und des Gehorsams. Die Mitglieder binden sich an die Gemeinschaft durch das Ablegen eines Gelübdes. Im Ancilla-Kreis sind Frauen tätig, die „ohne eine feste Bindung das Lebensideal der Ancillae mitleben wollen“.

## Arbeitsgebiete
Die Mitglieder arbeiten in sozialen Brennpunkten und im Bildungsbereich. Sie leiten Erziehungs- und Entwicklungsprogramme mit dem Ziel, junge Mädchen und Frauen auszubilden. Sie wollen die Grundlage schaffen, dass sich Frauen den eigenen Lebensunterhalt sichern können und fördern das Selbstvertrauen der Frauen.